# (3951) Zichichi
(3951) Zichichi – planetoida z grupy pasa głównego asteroid okrążająca Słońce w ciągu 3 lat i 212 dni w średniej odległości 2,34 j.a. Została odkryta 13 lutego 1986 roku w Osservatorio San Vittore. Przed nadaniem nazwy planetoida nosiła oznaczenie tymczasowe (3951) 1986 CK1.